# Alliance (Schiff, 1860)
Die Alliance war eine hannoversche Brigg. Sie lief unter Kapitän Hillers mit Kohlen beladen während der Fahrt von Newcastle upon Tyne nach Geestemünde am 10. September 1860 gegen drei Uhr früh im Sturm an der Westseite der Insel Borkum auf Grund.
Die Insulaner unternahmen wegen der schwierigen Bedingungen keine Rettungsversuche, sondern sammelten nur das an den Strand geworfene Gut. Neun Seeleute, nach anderen Berichten zehn, starben. Sie wurden auf dem Drinkeldodenkarkhoff bestattet.  
Ein Badegast berichtete über die Umstände des Unglücks in der Weser-Zeitung. Noch im gleichen Herbst riefen der Navigationslehrer Adolph Bermpohl und der Rechtsanwalt Carl Kuhlmay, beide in Vegesack tätig, in der Wochenschrift für Vegesack und Umgebung und anderen Zeitungen zur Gründung einer privaten nationalen Rettungsgesellschaft auf. Aus ersten lokalen Vereinen ab 1862 entstand am 29. Mai 1865 in Kiel die Deutsche Gesellschaft zur Rettung Schiffbrüchiger.